# 分子素子
分子素子（ぶんしそし）とは分子を使用する素子。

## 概要
分子の性質そのものをエレクトロニクスに利用しようという概念は、イギリス王立レーダー研究所のジョフリー・ダマーが1952年に提唱したものが最初であると言われる。ただこのときダマーが提唱したのは、実際には後の集積回路（IC）につながるアイデアであり、必ずしも分子そのものの性質を利用するものではなかったともされる。実際の分子素子の研究は、1974 年に Aviram と Ratner が一個の有機分子がダイオードとして機能することを理論的に示し、分子を電子部品とすれば電子回路を飛躍的に小型化できるという提案を行ったことに始まる。
1982 年にCarter が編集した分子エレクトロニクス会議の論文集が出版されると、分子素子研究が盛んになり、当時は分子構造を設計して積み上げる方法として主にラングミュア・ブロジェット(LB)法が使われ、研究者はさまざまな分子を合成し、LB 膜を作製し、電極をつけて電気特性を測定した。一時期は夢のデバイスとして脚光を浴び、分子物性の研究には寄与したものの、同時に LB膜で実用的な分子素子を実現することは難しいことも明らかになり、困難さから研究は徐々に下火になった。
その後、アメリカでは 2001年から始まった国家ナノテクノロジーイニシアティブ(NNI)により分子エレクトロニクス研究への投資が増え、クロスバータイプの分子メモリーが一つの成果とされているが、この分子メモリー効果に対しては、分子膜の中に伸びた微細な metal filament の寄与ではないかという批判がなされている。

## 課題
単一分子への電気接続や分子レベルでの素子機能の動作確認など、技術的に克服すべき課題が多く残されている。